# Simon Fourcade
Simon Fourcade (* 25. dubna 1984, Perpignan, Francie) je bývalý francouzský biatlonista, trenér francouzské mužské biatlonové reprezentace a bratr biatlonisty Martina Fourcada. Na mistrovství světa 2009 v Pchjongčchangu získal zlatou medaili ve smíšené štafetě. V individuálním závodě se medailově prosadil na mistrovství světa 2012 v Ruhpoldingu, kde získal stříbrnou medaili ve vytrvalostním závodě a také stříbrnou medaili v mužské štafetě. S mužskou štafetou vybojoval druhé místo na mistrovství světa 2013 v Novém Městě na Moravě. Je také několikanásobný medailista z juniorských světových šampionátů. Francii reprezentoval také na Zimních olympijských hrách 2006 v Turíně a na Zimních olympijských hrách 2010 ve Vancouveru, kde se však medailově neprosadil.

## Vítězství v závodech SP

### Kolektivní
| Datum:             | Místo:                     | Disciplína:     |
| ------------------ | -------------------------- | --------------- |
| 19. února 2009     | Pchjongčchang, Jižní Korea | smíšená štafeta |
| 6. prosince 2009   | Östersund, Švédsko         | štafeta         |
| 22. ledna 2012     | Rasen-Antholz, Itálie      | štafeta         |
| 10. ledna 2013     | Ruhpolding, Německo        | štafeta         |
| 20. ledna 2013     | Rasen-Antholz, Itálie      | štafeta         |
| 30. listopadu 2014 | Östersund, Švédsko         | smíšená štafeta |
| 5. března 2017     | Pchjongčchang, Jižní Korea | štafeta         |

#### Profily
- (francouzsky) Oficiální webové stránky Simona Fourcada Archivováno 14. 6. 2013 na Wayback Machine.
- Simon Fourcade v databázi Mezinárodní biatlonové unie (anglicky)
- (anglicky) Profil Simona Fourcada na stránkách FischerSports.com